# Utricularia buntingiana
Utricularia buntingiana är en tätörtsväxtart som beskrevs av Peter Geoffrey Taylor. Utricularia buntingiana ingår i släktet bläddror, och familjen tätörtsväxter. Inga underarter finns listade i Catalogue of Life.